# 分割畫面

多種方法去一次顯示多個畫面在同個4:3的顯示器上：1+3, 3+1 (1:1), 2×2, 3×3, 4×4 (4:3), 1+1（2:3 縱向, 8:3 橫向）, 4×3 (1:1), 1 in 12 (4:3).

分割畫面，中国大陆多称分屏，是在電腦圖形領域的一種顯示技術，是將經過分割後的圖形組合所構成不可移動的相鄰區域工作空間，理論上至少是由二個以上的矩形區塊所構成的一個完整畫面。此技術容許畫面一次呈現多個同時進行的工作或畫面，常被用作電子遊戲、電腦顯示器上顯示多個同時運作中的訊息。而分割螢幕與視窗系統的不同點在於視窗系統支援將多個矩形工作空間重疊並可隨意拖曳（稱為視窗），同時顯現相關與不相關的應用資訊給使用者。而分割畫面通常強烈限制以上條件，以免阻礙到使用者閱讀訊息。分割畫面技術同時可以使兩個使用者運行單個應用程式。

## 電子遊戲內
分割畫面的特色被廣泛用於電子遊戲內的本機多人合作。分割畫面在電子遊戲內通常是以兩個同時運行的影像呈現，而兩個影像內的音訊、畫面會獨立放送。分割畫面將畫面切割時會將裝置的顯示器（通常是電視機或者電子遊戲主機）平分成面積相同的區域，使得玩家可以在遊戲角色分離的環境下進行同步的工作。這項技術因為2000年後網路連接受阻，故在當時電子遊戲上廣受歡迎。
分割畫面對於那些想與其他玩家在同個主機上遊玩的人是很方便的，然而由於只有一個主機，玩家若想要獲得完整的視覺體驗的話分割畫面將會使其受限。最近幾年，電子遊戲開始轉變成線上遊戲的，線上遊戲與本機遊戲的分割畫面相比前者可以不用將畫面分半給另一位使用者，使遊戲體驗變得比本機分割好，分割畫面因此變得較不常用。

## 分割畫面的優缺點

### 優點
- 使用者可以清楚知道另一使用者在何處
- 使用者可以與另一位分享螢幕的使用者溝通
- 只需要耗費一台主機
- 只需要一張遊戲光碟或遊戲本體

### 缺點
- 畫面與未分割相比占掉大於一半的空間，這對於沒有大型顯示器的玩家是相當困擾的一大問題。
- 兩個使用者若進行對抗時，他們互相可以偷看別人的螢幕來作弊。
- 載入越多螢幕時將會耗掉越多記憶體與硬體的空間，導致遊戲的幀率下降或圖形生成錯誤，這會導致遊玩觀感下降。
- 使用者可能無法專注於該使用者所操控的螢幕區塊，從而導致分心。